# Янда, Кристина
Кристи́на Иола́нта Я́нда (пол. Krystyna Jolanta Janda; род. 18 декабря 1952, Стараховице) — польская актриса кино и театра, прозаик, кинорежиссёр.

## Жизнь и творчество
В 1975 году закончила Государственную высшую театральную школу в Варшаве. Дебютировала на сцене в 1976 в комедии Александра Фредро «Девичьи обеты», на экране — в фильме Анджея Вайды «Человек из мрамора» (1977, премия Збигнева Цыбульского за лучший дебют). Играла в пьесах Еврипида, Расина, Чехова, Стриндберга, Теннесси Уильямса, Эдварда Олби. Снималась в Германии, Франции, Болгарии, среди прочего — у таких мастеров, как Анджей Вайда, Кшиштоф Занусси, Кшиштоф Кесьлёвский, Анджей Жулавский, Агнешка Холланд, Пётр Шулькин, Иштван Сабо, Ив Буассе.
В 1974—1979 годах была замужем за актером Анджеем Северином, дочь — актриса Мария Северин. Второй брак в 1981—2008 г. с кинооператором Эдвардом Клосиньским — сыновья Адам и Анджей.

## Книги
Автор нескольких дневниковых и автобиографических книг:
- Moja droga B. Warszawa: Wydawn. W.A.B., 2000
- Różowe tabletki na uspokojenie. Warszawa: W.A.B., 2002.
- Www.małpa.pl. Warszawa: Wydawn. W.A.B., 2004.
- Www.małpa2.pl. Warszawa: Wydawn. W.A.B., 2005.

## Признание

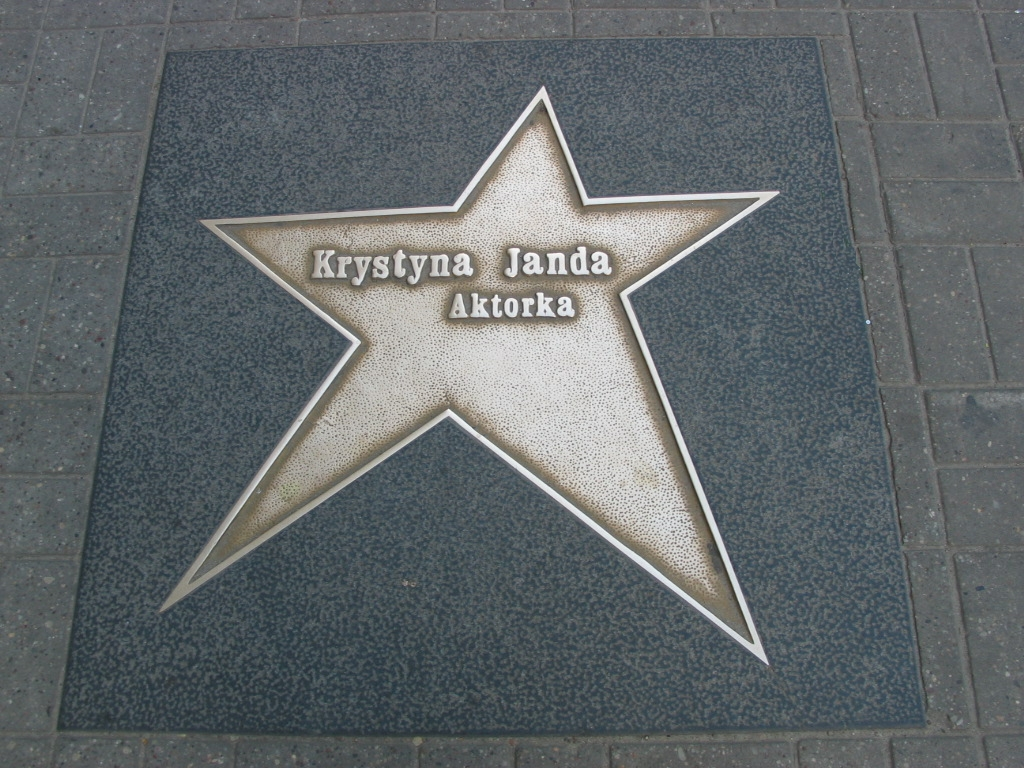
Звезда Кристины Янды на «Аллее звёзд» в Лодзи

Премия за актёрское мастерство на фестивале фантастических фильмов в Триесте (1981), приз за лучшую женскую роль Каннского фестиваля (1990), «Серебряная раковина лучшей актрисе» на кинофестивале в Сан-Себастьяне (1992), медаль Карла Великого европейских медиа (2006), множество национальных наград.

## Избранная фильмография
| Год  |    | Русское название                                          | Оригинальное название                                   | Роль                         |
| ---- | -- | --------------------------------------------------------- | ------------------------------------------------------- | ---------------------------- |
| 1976 | ф  | Человек из мрамора                                        | Człowiek z marmuru                                      | Агнешка                      |
| 1977 | ф  | На серебряной планете                                     | Na srebrnym globie                                      | Аза                          |
| 1978 | ф  | Без наркоза                                               | Bez znieczulenia                                        | Агата                        |
| 1978 | ф  | Дьявол                                                    | Bestia                                                  | Анна                         |
| 1979 | ф  | Голем                                                     | Golem                                                   | Розина                       |
| 1979 | ф  | Дирижёр                                                   | Dyrygent                                                | Марта                        |
| 1980 | ф  | Война миров. Следующее столетие                           | Wojna światów – następne stulecie                       | жена Идема / проститутка Гея |
| 1981 | ф  | Мефисто                                                   | Mefisto                                                 | Барбара Брукнер              |
| 1981 | ф  | Человек из железа                                         | Człowiek z żelaza                                       | Агнешка                      |
| 1984 | ф  | О-би, о-ба. Конец цивилизации                             | O-bi, o-ba. Koniec cywilizacji                          | Гея                          |
| 1986 | ф  | Любовники моей мамы                                       | Kochankowie mojej mamy                                  | Кристина                     |
| 1987 | ф  | Короткий фильм об убийстве                                | Krótki film o zabijaniu                                 | Дорота                       |
| 1988 | тф | Декалог 2                                                 | Decalog II                                              | Дорота                       |
| 1989 | ф  | Обладание                                                 | Stan posiadania                                         | Юлия                         |
| 1995 | ф  | Папа                                                      | Tato                                                    | Магда, адвокат               |
| 2000 | ф  | Жизнь как смертельная болезнь, передающаяся половым путём | Życie jako śmiertelna choroba przenoszona drogą płciową | Анна                         |
| 2003 | ф  | Суперпродукция                                            | Superprodukcja                                          | камео                        |
| 2007 | ф  | Аир                                                       | Tatarak                                                 | Марта / актриса              |
| 2013 | ф  | Валенса. Человек из надежды                               | Wałęsa. Człowiek z nadziei                              | Агнешка                      |